# Hydraena corinna
Hydraena corinna är en skalbaggsart som beskrevs av Armand D'Orchymont 1936. Hydraena corinna ingår i släktet Hydraena och familjen vattenbrynsbaggar. Inga underarter finns listade i Catalogue of Life.